# Pinkpop 2002
Pinkpop 2002 vond plaats op 18, 19 en 20 mei 2002. Het was de 33e editie van het Nederlands muziekfestival Pinkpop en de vijftiende in Landgraaf. Deze editie was met ruim 63.000 bezoekers uitverkocht. De presentatie was in handen van De Vliegende Panters en Howard Komproe.

## Optredens

### zaterdag
- 3FM-tent: Supergroover, After Forever, Groove Armada
- noordpodium: P.O.D., Bush
- zuidpodium: Heather Nova, Live

### zondag
- 3FM-tent: An Pierlé, Super Furry Animals, E-Life, Zero 7
- noordpodium: Racoon, DI-RECT, Alien Ant Farm, Def P & Beatbusters, Dropkick Murphys
- zuidpodium: Lamb, Faithless

### maandag
- 3FM-tent: Daryll-Ann, Black Rebel Motorcycle Club, Beef, Starsailor, Sergent Garcia
- noordpodium: Millionaire, Morgan Heritage, Gomez, Macy Gray, System of a Down
- zuidpodium: Arid, Jewel, Kane, Muse, Lenny Kravitz, Rammstein